# Maja Vidmar (plezalka)
Maja Vidmar por. Štremfelj, slovenska športna plezalka, * 30. december 1985, Kranj.
S športnim plezanjem se je srečala v osnovni šoli, ko se je vpisala na tečaj. Vseskozi trenira pod vodstvom Romana Krajnika. Prvi večji vidnejši uspeh je dosegla leta 2000, ko je postala evropska mladinska prvakinja. Dve leti kasneje je pričela tekmovati tudi v članski konkurenci in se udeležavati tekem svetovnega pokala. Že kmalu je v Aprici dosegla 2. mesto.
V letu 2007 je osvojila šest zaporednih zmag na tekmah svetovnega pokala, ter na koncu osvojila prvo mesto v skupnem seštevku.
Pleza tudi njena sestra Katja. 

## Športna kariera

### Dosežki

#### 2007
- 1. mesto skupni seštevek svetovnega pokala
- SP Kranj: 1.mesto
- SP Valence: 1.mesto
- SP Kazo: 1.mesto
- SP Puurs: 1.mesto
- SP Aviles: 3.mesto
- master Arco: 2.mesto
- SP Xining: 1. mesto
- Dima rock Master: 2. mesto
- SP Chamonix: 1. mesto

#### 2006
- SP Kranj: 1. mesto
- SP Singapur: 1. mesto
- SP Xining: 3. mesto
- SP Marabella: 3. mesto

#### 2005
- SP Zürich: 2. mesto
- master Serre Chevalier: 2. mesto
- SP Imst: 3. mesto
- SP Puurs: 3. mesto
- SP Chamonix: 4. mesto
- master Arco: 4.mesto
- SP Veliko Taranovo: 5. mesto

#### 2004
- SP(svetovni pokal) Kranj: 2.mesto
- SP Brno: 3. mesto
- SMP Edinburgh: 4. mesto
- EMP Kranj: 1. mesto

#### 2003
- SMP(svetovni mladinski pokal) - Veliko Taranovo: 2. mesto

### Vzponi v skali

#### Z rdečo piko
- Osapski pajek, Mišja peč (8c)
- Sikario Sanguinario, Barratro (8c)
- La peste nera, Barratro (8c)
- Lahkonoč Irena, Mišja peč (8b)
- El MUsicio, Barratro (8a+/b)
- Sonce v očeh, Mišja peč (8a+)
- Apache Kid, Barratro (8a+)
- Dubbio Finale, Barratro (8a+)

#### Na pogled
- Violenza Carnale, Barratro (8a)
- Dany Boy (8a)